# Medea (Ovid)
Die Tragödie Medea war ein Jugendwerk des römischen Dichters Publius Ovidius Naso. Bis auf zwei Verse ist sie in der Überlieferung verloren gegangen.

## Die Fragmente
Ovid erwähnt in Amores 2,18,13–18 und Tristien 2,553–554, dass er auch tragische Dichtung verfasst habe. Überliefert sind nur zwei Verse einer Medea-Tragödie, die von anderen Schriftstellern zitiert werden:
Quintilian (Institutio Oratoria 8,5,6):
Servare potui; perdere an possim, rogas?
Bewahren konnte ich; ob ich verderben kann, fragst du?
Seneca Rhetor (Suasoriae 3,5,7):
Feror huc illuc, vae, plena deo.
Hierhin und dorthin trägt es mich, ach, erfüllt vom Gott.

## Literarische Würdigung
Der römische Rhetoriklehrer und -theoretiker Quintilian hielt die Tragödie offenbar für eins der besten Werke Ovids; als er um 100 n. Chr. in der Institutio Oratoria einen Überblick über die gesamte griechische und lateinische Literatur gab (inst. or. 10,1,46–131), urteilte er, die Medea scheine ihm zu zeigen, wie Großes Ovid hätte leisten können, wenn er es vorgezogen hätte, sein Talent zu beherrschen, statt ihm nachzugeben (inst. or. 10,1,98 Ovidi Medea videtur mihi ostendere, quantum ille vir praestare potuerit, si ingenio suo imperare quam indulgere maluisset).